# Попков, Александр Евгеньевич
Александр Евгеньевич Попков (род. 27 декабря 1994, Санкт-Петербург) — российский пловец, многократный чемпион мира и Европы на «короткой воде», двукратный экс-рекордсмен мира, заслуженный мастер спорта России.

## Спортивная биография
В 2014 году на чемпионате мира по плаванию на короткой воде в Дохе Попков выступил в двух индивидуальных и трёх эстафетных дисциплинах. На личных дистанциях наибольшие шансы на медаль у молодого россиянина были на 50-метровке баттерфляем. Александр уверенно смог преодолеть два отборочных раунда и вышел в финал соревнований. В решающем заплыве Попков до самого финиша боролся за бронзовую медаль, но в итоге проиграл касание украинцу Андрею Говорову. Итогом участие Попкова в эстафетной части программы стала золотая медаль завоёванная на дистанции 4×50 метров, где Александр плыл в предварительном раунде. Был близок россиянин и к медали в комбинированной эстафете, но в финале сборная России пришла к финишу только 4-й.
На чемпионате мира 2015 года в Казани Попков выступил на 50-метровой дистанции. На предварительном этапе Александр стал лишь 7-м в своём заплыве, показав время 23,75. В итоговом списке этот результат позволил российскому пловцу занять только 17-е место, лишив его возможности бороться за медали.
В декабре 2015 года Александр стал двукратным призёром европейского чемпионата в плавании на короткой воде.
В апреле 2016 года Попков принял участие в чемпионате России, по итогам которого определялся состав сборной России для участия в летних Олимпийских играх в Рио-де-Жанейро. Для попадания в национальную команду спортсмену необходимо было попасть в число двух сильнейших, а также выполнить норматив ВФП, который был жёстче, чем олимпийский квалификационный норматив «A». На первенстве Александр выступил на двух дистанциях. На 100-метровке баттерфляем Попков показал лучшее время и на предварительном этапе, и в полуфинале, однако решающий заплыв сложился для Александра неудачно. Проплыв дистанцию за 52,15 с. Попков занял лишь 4-е место. На дистанции 100 метров вольным стилем Александр смог пробиться в число призёров, но попасть в заветную двойку ему также не удалось. С результатом 48,41 с. он занял 3-е место. 24 апреля главный тренер национальной сборной объявил состав сборной на Игры 2016 года, куда был включён Попков, получивший право выступить в составе эстафетной команды 4×100 метров вольным стилем.

## Личные рекорды
По состоянию на август 2017 года
| Длинная вода         | Длинная вода | Длинная вода | Длинная вода     |
| Дистанция            | Время        | Дата         | Место проведения |
| -------------------- | ------------ | ------------ | ---------------- |
| 100 м вольным стилем | 48,41        | 20.04.2016   | Москва           |
| 50 м баттерфляем     | 23,64        | 10.04.2017   | Москва           |
| 100 м баттерфляем    | 51,84        | 28.07.2017   | Будапешт         |
| 200 м баттерфляем    | 2:14,17      | 18.06.2015   | Санкт-Петербург  |

| Короткая вода        | Короткая вода | Короткая вода | Короткая вода    |
| Дистанция            | Время         | Дата          | Место проведения |
| -------------------- | ------------- | ------------- | ---------------- |
| 100 м вольным стилем | 47,80         | 16.12.2016    | Санкт-Петербург  |
| 50 м баттерфляем     | 22,44         | 07.11.2016    | Казань           |
| 100 м баттерфляем    | 51,11         | 03.12.2014    | Доха             |
| 200 м баттерфляем    | 2:04,91       | 23.10.2013    | Казань           |